# Antennablennius ceylonensis
Antennablennius ceylonensis is een  straalvinnige vissensoort uit de familie van naakte slijmvissen (Blenniidae). De wetenschappelijke naam van de soort is voor het eerst geldig gepubliceerd in 1983 door Bath.